# Fingers Cut Megamachine
Fingers Cut Megamachine ist eine Indie-Folk-/Alternative-Country-Band aus Los Angeles, die um 2002 von Sänger Devon Williams nach dem Ende von Osker gegründet wurde. Nach einer Vinyl-EP auf Foxhole Atheist Records, sowie einer weiteren Vinyl-EP und einer auf CD veröffentlichten Sammlung von Demos auf Aggravated Music, wurde die Gruppe von Thick Records unter Vertrag genommen, wo sie bisher ein Album und eine CD-EP veröffentlicht hat.

## Diskografie

### Studioalben
- Fingers Cut Megamachine (2005, Thick Records)

### EPs
- Ohne Titel (2002, Aggravated Music)
- Unbetitelte Split-Single mit Kurt Vile (2003, Foxhole Atheist Records)
- Pipe Dreams (2005, Thick Records)

### Kompilationen/Samplerbeiträge
- The Aggravated Music BBQ Sampler (2003, Aggravated Music)